# Sjöslaget vid Pommerska vallen
Slaget vid Pommerska vallen utkämpades den 21 maj 1565 norr om Pommern. Sverige besegrade danskarna och lübeckarna som slogs på samma sida.
Den 5 maj 1565 gick Horn till sjöss från Dalarö för att försöka uppspåra den danska flottan som ännu inte hade större delen av sin flotta till sjöss. Den 21 maj påträffades 8 danska skepp vid den pommerskavallen, som då låg där för att hindra svenska skepp att ta sig till och från staden. Fyra av skeppen flydde in till Greifswalds redd för att rädda sig undan svenskarna, medan man valde att bränna de övriga fyra skeppen för att hindra dem att falla i fiendens händer. 
Horn planerade att anfalla dem inne i hamnen, men efter förhandlingar med hertigen av Pommern, beslöts att skeppen skulle tas om hand av hertigen för Sveriges räkning, i avvaktan på ett fredsavtal, och deras flaggor överlämnas till den svenske amiralen.